# Varanosaurus
Varanosaurus (griech. „Waranechse“) ist eine Gattung früher Pelycosaurier aus dem unteren Perm (Artinskium bis Kungurium) von Texas und Oklahoma. Der deutsche Paläontologe Ferdinand Broili veröffentlichte 1904 die wissenschaftliche Erstbeschreibung der Typusart Varanosaurus acutirostris.
Das Aussehen des etwa 1,5 Meter langen Varanosaurus erinnert stark an heutige Warane, wodurch sich auch der Gattungsname erklärt. Trotz der guten Überlieferung mehrerer Fossilien ist nur wenig über die Gattung bekannt. Neben Varanosaurus acutirostris wurde eine weitere Art beschrieben, Varanosaurus wichitaensis, die jedoch mit hoher Wahrscheinlichkeit ein Synonym von Varanosaurus acutirostris darstellt.

## Beschreibung
Von Varanosaurus liegen zwei fossile Schädel in gutem Zustand sowie weitere postcraniale Elemente vor. Der Schädel ist langgestreckt, niedrig und schmal. Wie bei anderen Vertretern der Ophiacodontidae ist der Schädelbereich von den Augenhöhlen bis zur Spitze der Schnauze (der antorbitale Bereich) mehr als doppelt so lang wie der hinter den Augenhöhlen gelegene (postorbitale) Teil des Schädels. Das Schädelfenster war verglichen mit dem anderer Synapsiden relativ klein.

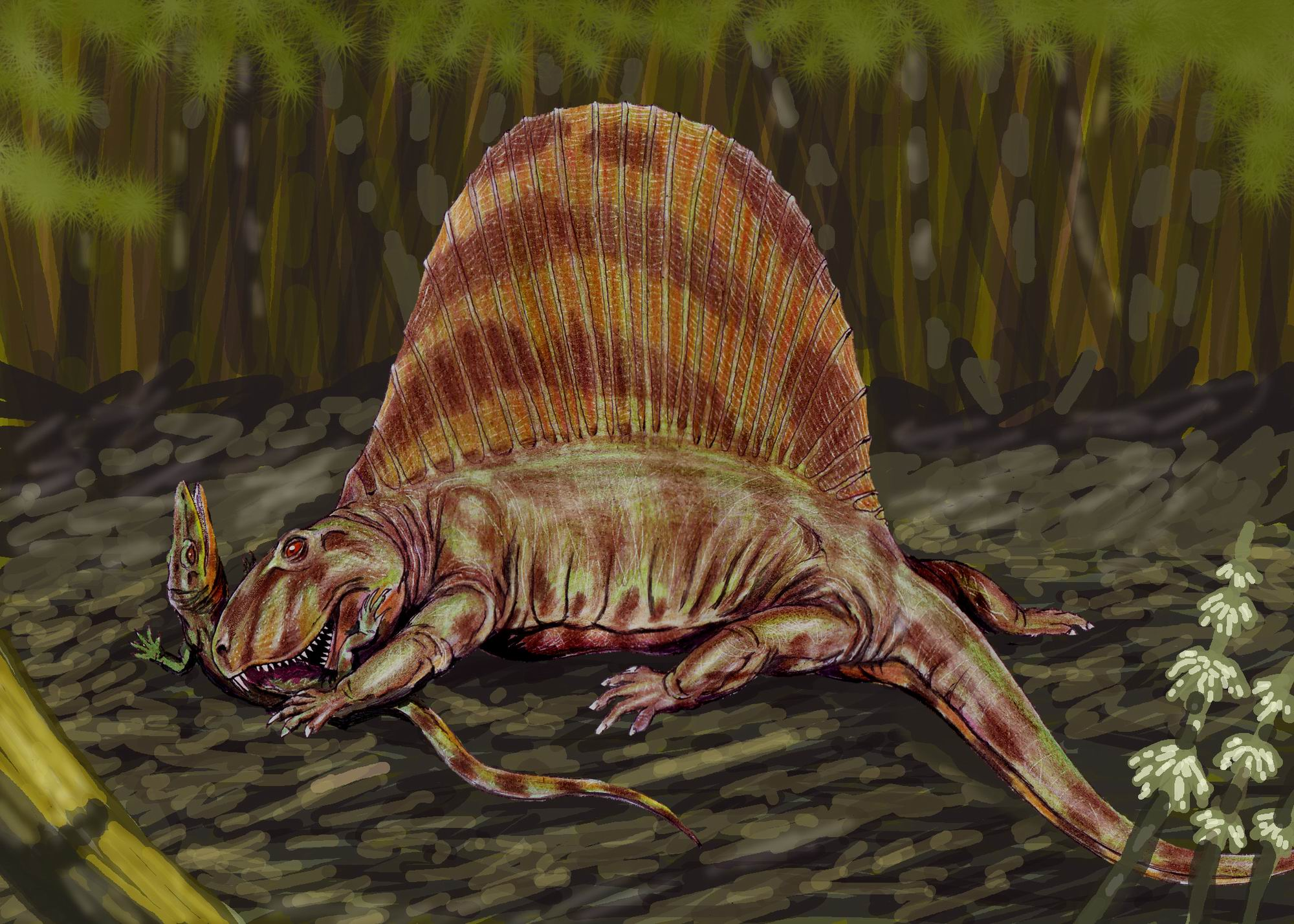
Dimetrodon incisivus erbeutet Varanosaurus acutirostris (künstlerische Darstellung)

Der Oberkiefer war mit einer Anzahl recht schmaler, spitzer und leicht nach hinten gebogener Zähne sowie zwei größeren Fangzähne im vorderen Bereich besetzt, welche auf eine räuberische Ernährung schließen lassen. Im Unterkiefer saßen circa 60 kleine, gleichförmige Zähne ohne wesentlich Größenvariationen.
Die erhaltenen Wirbelbogen sind robust und wirken „geschwollen“, die Dornfortsätze variieren teilweise in ihrer Höhe und Struktur. Die Wirbelsäule von Varanosaurus glich somit derjenigen von primitiveren Tetrapoden wie Diadectes, Seymouria oder den Captorhinidae, was jedoch auf Konvergenz zurückzuführen ist. Wahrscheinlich gab eine solche Beschaffenheit der Wirbel zusammen mit der beinahe waagerechten Ausrichtung der Wirbelbogengelenke dem Tier eine größere Wendigkeit bei der Jagd, da die an den hohen Dornfortsätzen angeheftete Rückenmuskulatur frei über die niedrigen Dornfortsätze verlaufen konnte.
Varanosaurus lebte wahrscheinlich in Sümpfen und ernährte sich von Fisch.

## Klassifikation
Über die Stellung von Varanosaurus innerhalb der Eupelycosaurier herrscht keine endgültige Klarheit. Aufgrund der vielen anatomischen Gemeinsamkeiten mit Ophiacodon gehen die meisten Wissenschaftler von einer engen Verwandtschaft der beiden Gattungen aus und ordnen Varanosaurus den Ophiacodontidae zu. In einigen Werken wird die Gattung jedoch auch zu den Varanopseidae gestellt, nicht ohne allerdings auf die mögliche alternative Stellung als enger Verwandter von Ophiacodon hinzuweisen.

## Synonyme
Es existieren zwei Synonyme für Varanosaurus acutirostris. 1917 wurde Poecilospondylus francisi von Ermine Cowles Case (1871–1953) beschrieben, später jedoch von Alfred Sherwood Romer (1894–1973) als ein jüngeres Synonym von Varanosaurus acutirostris identifiziert. Romer selbst beschrieb 1937 anhand eines Hüftknochens als weitere Art Varanosaurus wichitaensis aufgrund der gegenüber V. acutirostris geringeren Größe und des früheren zeitlichen Auftretens. Die Gültigkeit dieser Art wird jedoch in Frage gestellt. Mit hoher Wahrscheinlichkeit handelt es sich um ein Synonym der Typusart.
Im Jahr 1911 ordnete Samuel Wendell Williston Varanops brevirostris zunächst fälschlicherweise als Varanosaurus brevirostris der Gattung Varanosaurus zu. Wenige Jahre später korrigierte er jedoch seinen Irrtum und stellte Varanops brevirostris als Typusart in eine eigene Gattung Varanops.